# Oratorio di Santa Lucia (Cogorno)
L'oratorio di Santa Lucia è un luogo di culto cattolico situato nella località di Graveglia, in via Don Michele Codeviola, nel comune di Cogorno nella città metropolitana di Genova.

## Storia e descrizione
L'oratorio è situato nella località di Graveglia, lungo la sponda sinistra del torrente omonimo e non lontano dal confine amministrativo con Ne in val Graveglia, ed è raggiungibile attraversando un ponte in ferro datato al 1896. L'edificio si presenta con una struttura semplice e di forma rettangolare, con una facciata a capanna, l'attiguo campanile e con un solo portale.
La locale confraternita dei Disciplinanti, di antica origine e storicamente aggregata alla confraternita chiavarese di San Francesco, oltre che l'assistenza ai malati curava la manutenzione, e relativi pedaggi, del vicino ponte di Santa Lucia sul torrente Graveglia.
Esternamente, nell'ingresso, un architrave in ardesia raffigura in un bassorilievo Santa Lucia con due confratelli genuflessi ai suoi piedi; lo stesso cita inoltre la data dell'ipotetica fondazione del sito: il 1586.
Internamente la struttura rettangolare presenta un solo altare dove è collocato il dipinto, databile al Cinquecento, di Santa Lucia con san Bartolomeo e san Sebastiano, tela del pittore chiavarese Antonio Maria Sturla. A metà navata è presente una cassa processionale con la statua della santa di Siracusa, effigie lignea un tempo conservata in una nicchia.